# Marin Mersenne
Marin Mersenne   (Oizé, 8 de setembre de 1588 - París, 1 de setembre de 1648) va ser un filòsof francès del segle xvii, membre de l'orde dels Mínims, que va estudiar diversos camps de la teologia, les matemàtiques i la teoria musical. Les seves obres filosòfiques es caracteritzen per una gran erudició i per l'ortodòxia teològica més estricta. El seu major servei a la filosofia va ser la seva entusiasta defensa de Descartes, de qui va ser conseller i amic a París i a qui va visitar en el seu exili a Holanda, mentre mantenia un intens intercanvi de correspondència amb ell. Va remetre a diversos pensadors eminents de París una còpia manuscrita de la cartesiana Meditacions metafísiques, i va defensar la seva ortodòxia enfront dels nombrosos crítics que van aparèixer entre el clergat de l'època. També és de destacar la seva intervenció en l'àmbit de les matemàtiques: (nombres primers de Mersenne), i en el de la teoria musical, sent amic en aquesta tessitura del també matemàtic i teòric musical Jean Lemaire i del filosof i músic Jacques Mauduit.
La seva frenética activitat epistolar el va fer esdevenir un creador de tendències, convertint la seva casa en una mena de club o acadèmia on es reunien els científics de l'època per discutir els seus descobriments. A la seva mort, aquesta acadèmia continuarà sent liderada per Jacques Le Pailleur, primer, i per Claude Mylon, fins a la mort d'aquest darrer el 1660.

## Obres de Mersenne
- Quaestiones celeberrimae in Genesim (Paris, 1623) [7]
- L'impiété des déistes et des plus subtils libertins découverte et réfutée par raisons de théologie et de philosophie (1624)
- La vérité des sciences contre les sceptiques et les pyrrhoniens (1624)
- Euclidis elementorum libri, Apollonii Pergæ cónica, Sereni de sectione coni, etc. (Paris, 1626), selecció de traduccions.
- Les Mécaniques de Galilée (Paris, 1634) Tractat amb la intenció de presentar evidències empíriques en favor de les teories de Galileu.[8]
- Questions inouies ou recreations des savants (1634)[9]
- Questions theólogiques, physiques, morales et mathématiques (1634)
- Questions harmoniques dans lesquelles son contenues plusieurs choses remarquables pour la physique, pour la morale et pour les autres sciences (París, 1634)
- Harmonie universelle, contenant la théorie et la pratique de la musique (1636), traducció.
- Nouvelles découvertes de Galilée (1639), traducció.
- Nouvelles pensées de Galilée sur les mécaniques (1939), traducció.
- Cogitata physico-mathematica (1644)
- Universae geometriae synopsis (1644), recapitulació del Euclidis... de 1626 amb nous comentaris i notes.